# Municipio de Highland (condado de Washington, Kansas)
El municipio de Highland (en inglés: Highland Township) es un municipio ubicado en el condado de Washington en el estado estadounidense de Kansas. En el año 2010 tenía una población de 35 habitantes y una densidad poblacional de 0,38 personas por km².

## Geografía
El municipio de Highland se encuentra ubicado en las coordenadas 39°57′17″N 97°5′30″O / 39.95472, -97.09167. Según la Oficina del Censo de los Estados Unidos, el municipio tiene una superficie total de 92.58 km², de la cual 91,96 km² corresponden a tierra firme y (0,66 %) 0,61 km² es agua.

## Demografía
Según el censo de 2010, había 35 personas residiendo en el municipio de Highland. La densidad de población era de 0,38 hab./km². De los 35 habitantes, el municipio de Highland estaba compuesto por el 100 % blancos. Del total de la población el 0 % eran hispanos o latinos de cualquier raza.